# Marcel Cas
Marcel Cas (Breda, 30 april 1972) is een voormalig Nederlands voetballer die onder andere uitkwam voor RBC Roosendaal, FC Den Bosch en Notts County. Tegenwoordig is hij actief in de medische staf van Feyenoord.

## Loopbaan
Marcel Cas begon zijn carrière als profvoetballer voor de club RBC Roosendaal. Hij maakte zijn debuut in het Nederlandse betaalde voetbal op 19 augustus 1997 in de wedstrijd tegen FC Zwolle (3-1). Na zes jaar dienstverband voor die club maakte hij de oversteek naar Engeland, namelijk naar de club Notts County. Na twee seizoenen daar gespeeld te hebben transfereerde hij naar Sheffield United, waarvoor hij maar zes wedstrijden speelde. In juni 2003 tekende hij een contract bij Grimsby Town. In januari 2004, na een half seizoen, verliet hij de club na onenigheid met trainer Paul Groves.
Hij keerde in Nederland terug bij RBC Roosendaal waar hij het seizoen afmaakte. Aan het einde van dat seizoen ging hij naar de pas gepromoveerde club FC Den Bosch. Cas was een belangrijke speler in het elftal, maar hij wist niet te voorkomen dat de club degradeerde. Het seizoen daarna was in hij in november genoodzaakt om te stoppen na een slepende blessure.

### Na zijn voetbalcarrière
Toen Marcel Cas stopte met voetballen ging hij per direct deel uitmaken van de medische staf van FC Den Bosch. Sinds het seizoen 2009-2010 is hij actief in de medische staf van Feyenoord.

## Erelijst

### Als medische staf
| Eredivisie           | 1x | 2016/17          |
| KNVB beker           | 2x | 2015/16, 2017/18 |
| Johan Cruijff Schaal | 2x | 2017, 2018       |